# 11798 Davidsson
A 11798 Davidsson (ideiglenes jelöléssel 1980 FH5) a Naprendszer kisbolygóövében található aszteroida. Claes-Ingvar Lagerkvist fedezte fel 1980. március 16-án.